# Natalia Choubenkova
Natalia Mikhaïlovna Choubenkova (en russe : Наталья Михайловна Шубенкова), née le 25 septembre 1957 dans le kraï de l'Altaï, est une ancienne athlète russe spécialiste de l'heptathlon.

## Carrière
Natalia Choubenkova est l'une des meilleures athlètes de l'URSS dans les années 1980 à l'heptathlon. En 1982, elle prend la 5e place des championnats d'Europe d'Athènes.
L'année suivante, elle est présente aux premiers championnats du monde d'athlétisme mais ne termine pas la compétition. Le 21 juin 1984, à Kiev, elle réalise 6 859 points, qui sera le record national jusqu'à la dissolution de l'URSS. En 2017, elle est toujours la 11e meilleure performeuse mondiale de l'histoire.
En 1986, elle termine 3e des Goodwill Games à Moscou (6 631 pts) puis devient vice-championne d'Europe à Stuttgart (6 645 pts) derrière l'Allemande de l'Est Anke Vater (6 717 pts).
En 1988, elle réalise sa meilleure performance personnelle de la saison à 6 540 pts, pour échouer au pied du podium des Jeux olympiques de Séoul.
En 1989, elle réalise 6 551 points puis met un terme à sa carrière.

## Vie privée
En 1990, un an après sa retraite, elle accouche de son premier enfant. Il s'agit de Sergueï Choubenkov, champion du monde du 110 mètres haies.

## Palmarès
| Date | Compétition           | Lieu      | Résultat | Épreuve    | Temps     |
| ---- | --------------------- | --------- | -------- | ---------- | --------- |
| 1982 | Championnats d'Europe | Athènes   | 5e       | Heptathlon | 6 361 pts |
| 1983 | Hypo-Meeting          | Götzis    | 1re      | Heptathlon | 6 517 pts |
| 1983 | Championnats du monde | Helsinki  | —        | Heptathlon | DNF       |
| 1986 | Goodwill Games        | Moscou    | 3e       | Heptathlon | 6 631 pts |
| 1986 | Championnats d'Europe | Stuttgart | 2e       | Heptathlon | 6 645 pts |
| 1988 | Jeux olympiques       | Séoul     | 4e       | Heptathlon | 6 540 pts |

## Records
| Épreuve           | Performance         | Lieu      | Date              |
| ----------------- | ------------------- | --------- | ----------------- |
| 100 m haies       | 12 s 93 (+ 1,0 m/s) | Kiev      | 20 juin 1984      |
| Saut en hauteur   | 1,83 m              | Kiev      | 20 juin 1984      |
| Lancer du poids   | 14,76 m             | Séoul     | 23 septembre 1988 |
| 200 m             | 23 s 57 (- 0,3 m/s) | Kiev      | 20 juin 1984      |
| Saut en longueur  | 6,73 m (+ 0,4 m/s)  | Kiev      | 21 juin 1984      |
| Lancer du javelot | 51,42 m             | Leningrad | 3 août 1985       |
| 800 m             | 2 min 03 s 61       | Moscou    | 7 juillet 1986    |
| Heptathlon        | 6 859 pts           | Kiev      | 21 juin 1984      |